# Chlorosea gracearia
Chlorosea gracearia là một loài bướm đêm trong họ Geometridae.